# Calamochrous simplicialis
Calamochrous simplicialis là một loài bướm đêm trong họ Crambidae.